# Região Geográfica Imediata de Ituverava
A Região Geográfica Imediata de Ituverava é uma das 53 regiões imediatas do estado brasileiro de São Paulo, uma das cinco regiões imediatas que compõem a Região Geográfica Intermediária de Ribeirão Preto e uma das 509 regiões imediatas no Brasil, criadas pelo IBGE em 2017.
É composta por 6 municípios, tendo uma população estimada pelo IBGE para 1.º de julho de 2017, de 124 501 habitantes e uma área total de 2 825,141 km².

## Municípios
Fonte: IBGE – Cidades
| Município    | População Estimada (2017) | Área (km²) |
| ------------ | ------------------------- | ---------- |
| Aramina      | 5 552                     | 202.829    |
| Buritizal    | 4 408                     | 266.42     |
| Guará        | 21 081                    | 362.183    |
| Igarapava    | 30 073                    | 468.246    |
| Ituverava    | 41 414                    | 704.659    |
| Miguelópolis | 21 973                    | 820.804    |
| Total        | 124 501                   | 202,829    |